# Saint-Aybert
Saint-Aybert ist eine französische Gemeinde mit 331 Einwohnern (Stand: 1. Januar 2022) im Département Nord in der Region Hauts-de-France. Escautpont gehört zum Arrondissement Valenciennes und zum Kanton Marly (bis 2015: Kanton Condé-sur-l’Escaut).

## Geografie
Saint-Aybert liegt etwa zwölf Kilometer nordwestlich von Valenciennes an der Haine und der Grenze zu Belgien. Saint-Aybert wird umgeben von den Nachbargemeinden Harchies (Belgien) im Norden, Hensies (Belgien) im Osten, Crespin im Süden, Thivencelle im Westen sowie Condé-sur-l’Escaut im Westen und Nordwesten.
Im Südosten der Gemeinde liegt der Grenzübergang mit der früheren Abfertigungsstelle an der Autoroute A2.

## Einwohnerentwicklung
| Jahr      | 1962 | 1968 | 1975 | 1982 | 1990 | 1999 | 2006 | 2013 |
| --------- | ---- | ---- | ---- | ---- | ---- | ---- | ---- | ---- |
| Einwohner | 344  | 319  | 275  | 296  | 295  | 339  | 361  | 358  |

## Sehenswürdigkeiten
- Kirche Saint-Aybert aus dem 19. Jahrhundert
- Kapelle Saint-Roch
- Am früheren Grenzübergang befindet sich ein Monumentalkunstwerk von Jacques Moeschal

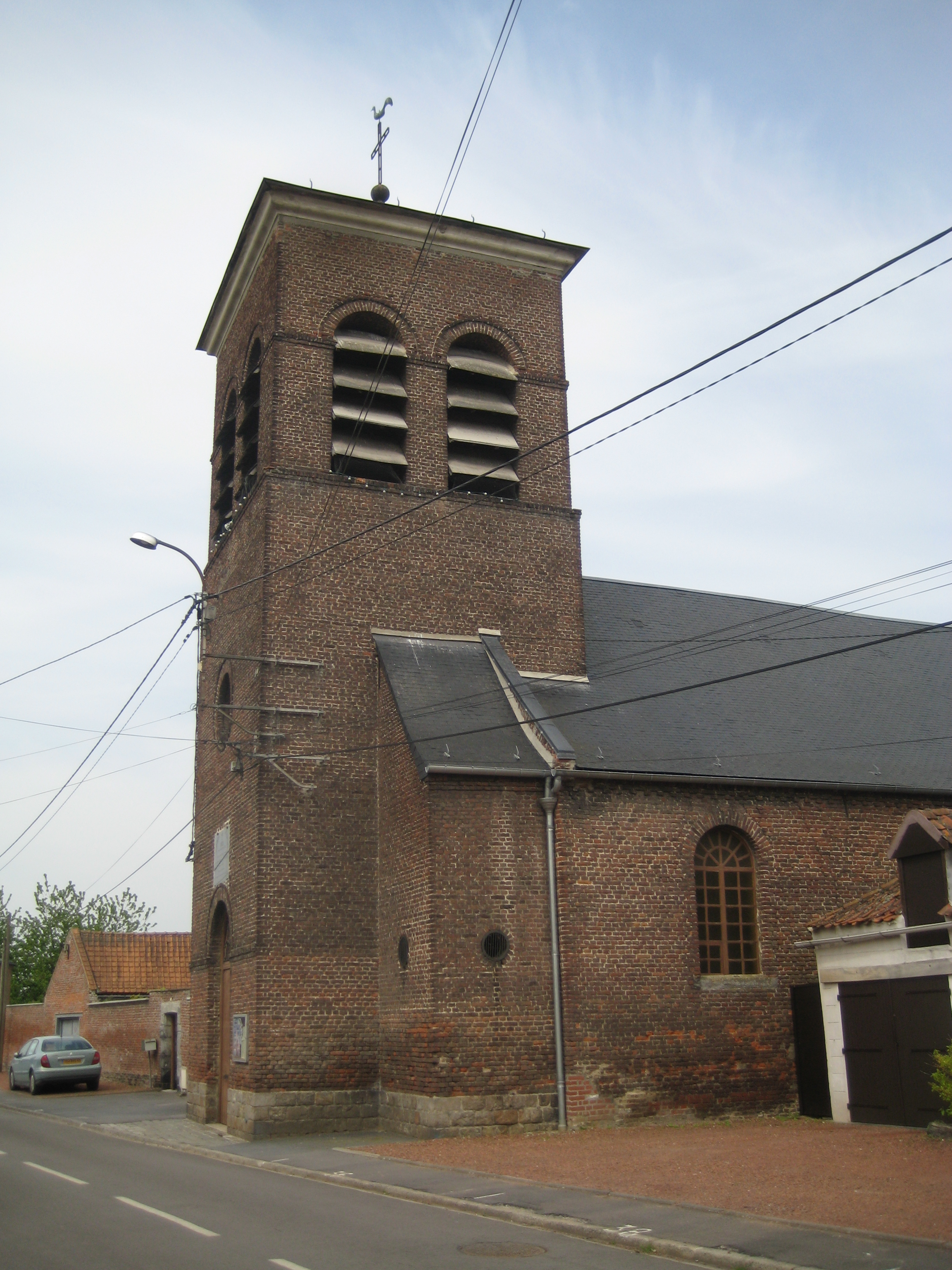
Kirche Saint-Aybert